# Boekentoren
Boekentoren, (pol.) Wieża książek – gmach Biblioteki Uniwersyteckiej w Gandawie budowany od 1936 roku, otwarty w 1942 roku w Gandawie w Belgii, modernistyczny projekt belgijskiego architekta Henry’ego van de Veldego, który w 1933 roku zaprojektował oprócz Wieży Książek także budynki Instytutu Historii Sztuki, Farmacji i Weterynarii Uniwersytetu Gandawskiego (dwa ostatnie nigdy nie zostały wybudowane z braków finansowych oraz z powodu wybuchu II wojny światowej). Budynek znajduje się w najwyżej położonej części miasta – Blandijnberg, ma 64 metry wysokości, 24 piętra (cztery pod ziemią), wspaniały belweder, a na półkach biblioteki znajduje się ponad trzy miliony książek (listopad 2006). Są tu także średniowieczne manuskrypty, inkunabuły, starodruki, mapy, ilustracje, rysunki i plakaty. Od 1 lipca 1992 roku Boekentoren jest wpisana na listę chronionych zabytków.

## Projekt i budowa
W 1935 roku van de Velde zaprezentował gotowy w całości projekt Boekentoren – wieży, która miała być symbolem nauki, mądrości i wiedzy, czwartą wieżą Gandawy (po wieżach kościoła św. Mikołaja, dzwonnicy i katedry św. Bawona). Architekt zaprojektował najmniejsze nawet detale budynku – profile okien, wzory posadzek, umeblowanie, itp. Sale rozmieścił van de Velde w bardzo przemyślany sposób – wielka czytelnia znajduje się po stronie południowej i dzięki temu jest dobrze oświetlona, natomiast salę z manuskryptami umieścił w północnej części budynku, aby uniknąć szkodliwego wpływu światła słonecznego. Budynek zbudowano na planie krzyża greckiego, nie ze względów religijnych, a jako symbol związku ziemi z niebem, czasu i przestrzeni. Na materiały do budowy oraz prac wykończeniowych wybrał van de Velde jedynie takie, które pochodziłyby z Belgii lub Konga Belgijskiego.
W 1936 roku rozpoczęto budowę – pracami zajęli się Gustave Mangel, specjalista od uzbrojonego betonu i Jean-Norbert Cloquet. Henry van de Velde wybrał niezwykłą fasadę z betonu na podeście z wapienia. W 1939 roku budynek był w stanie surowym i gotowy do prac wykończeniowych. Braki finansowe i wybuch II wojny światowej sprawiły, że van de Velde musiał zmienić nieco plany odnośnie do materiałów użytych do wykończenia budynku, także jedynie część z projektu umeblowania doczekała się realizacji. Z zamówionych dzieł sztuki Boekentoren otrzymała tylko projekty Karela Aubroecka i Jozefa Cantré.

## Galeria

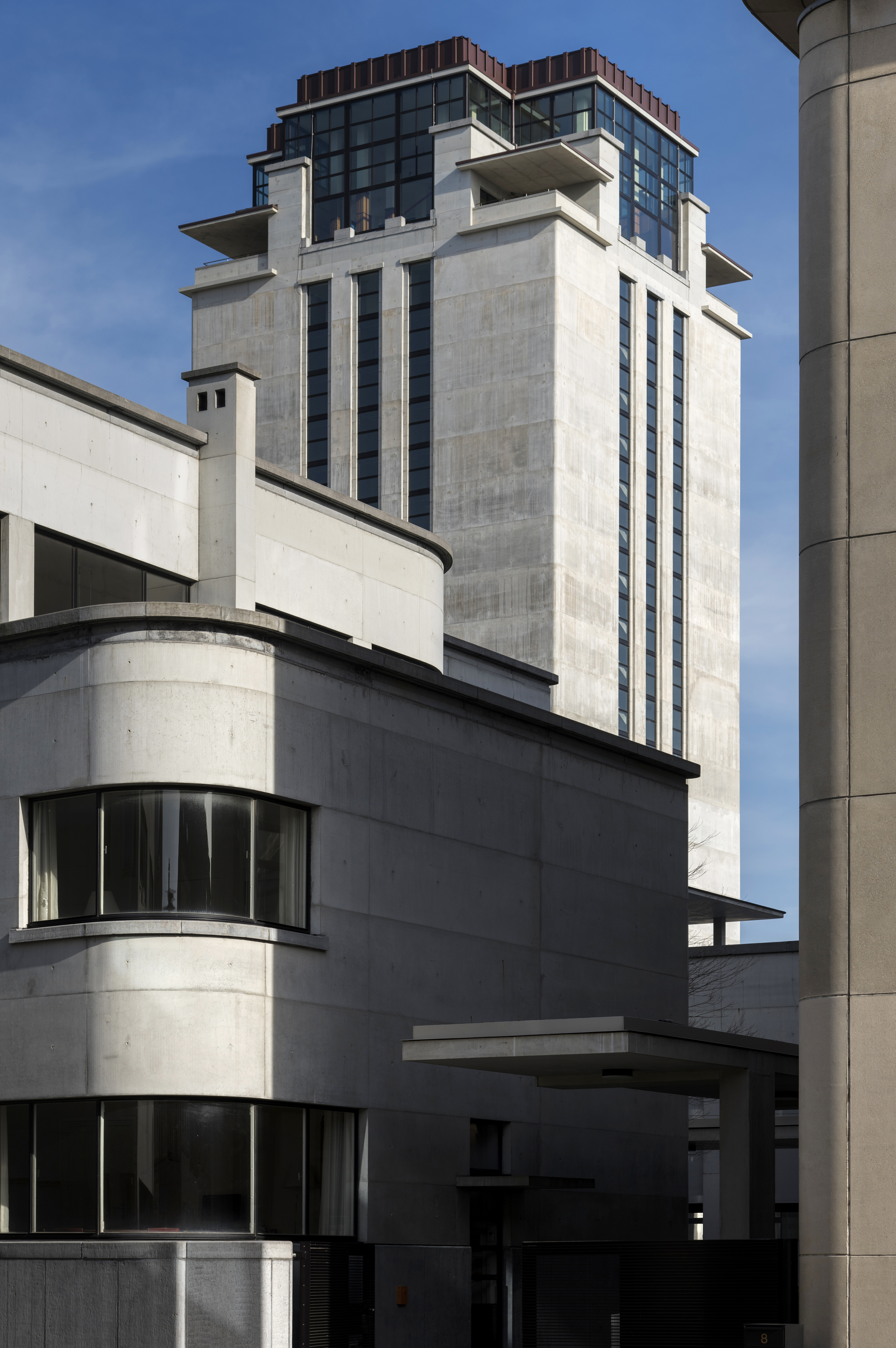
Wieża (2021)
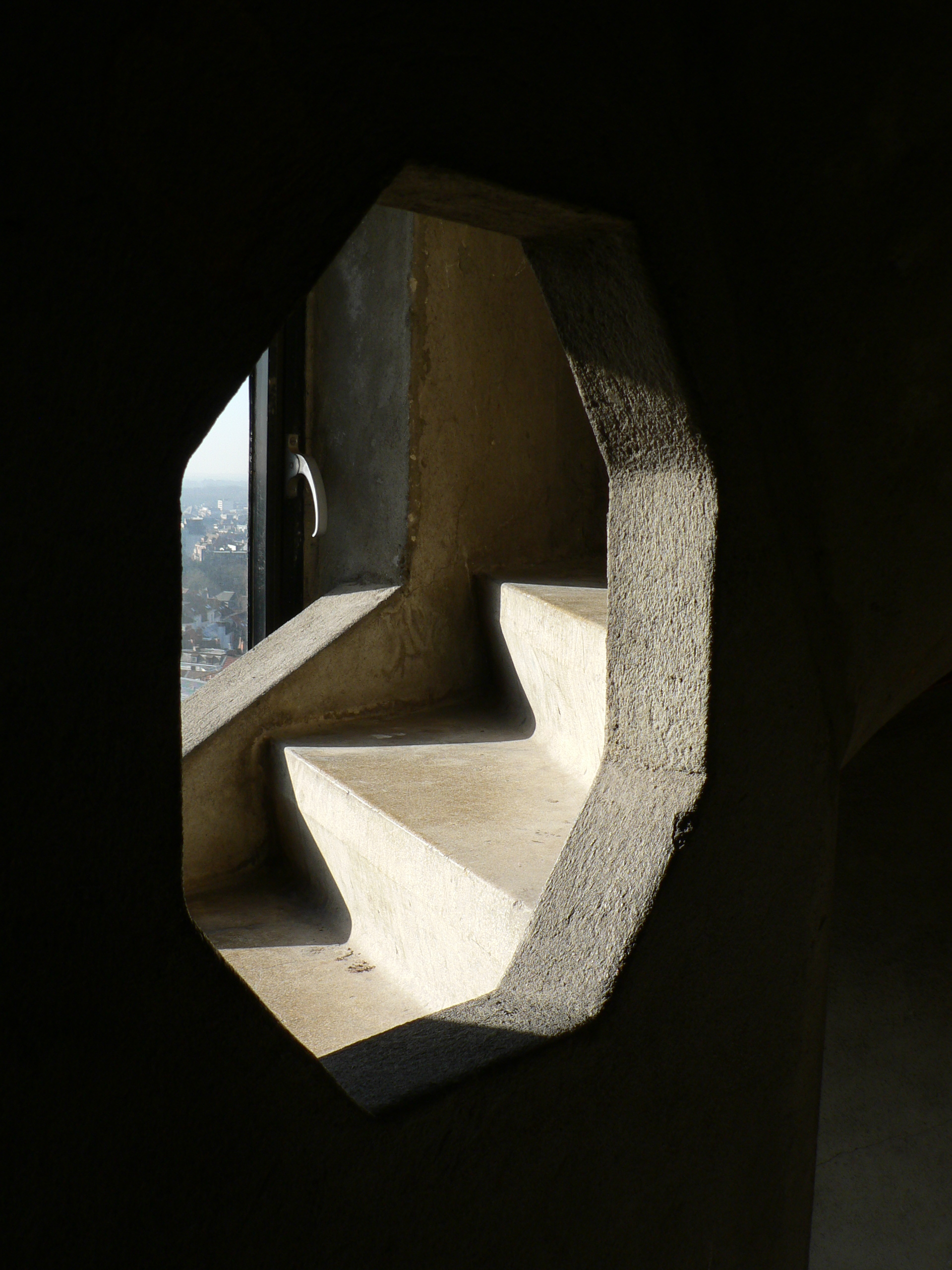
Klatka schodowa (2007)
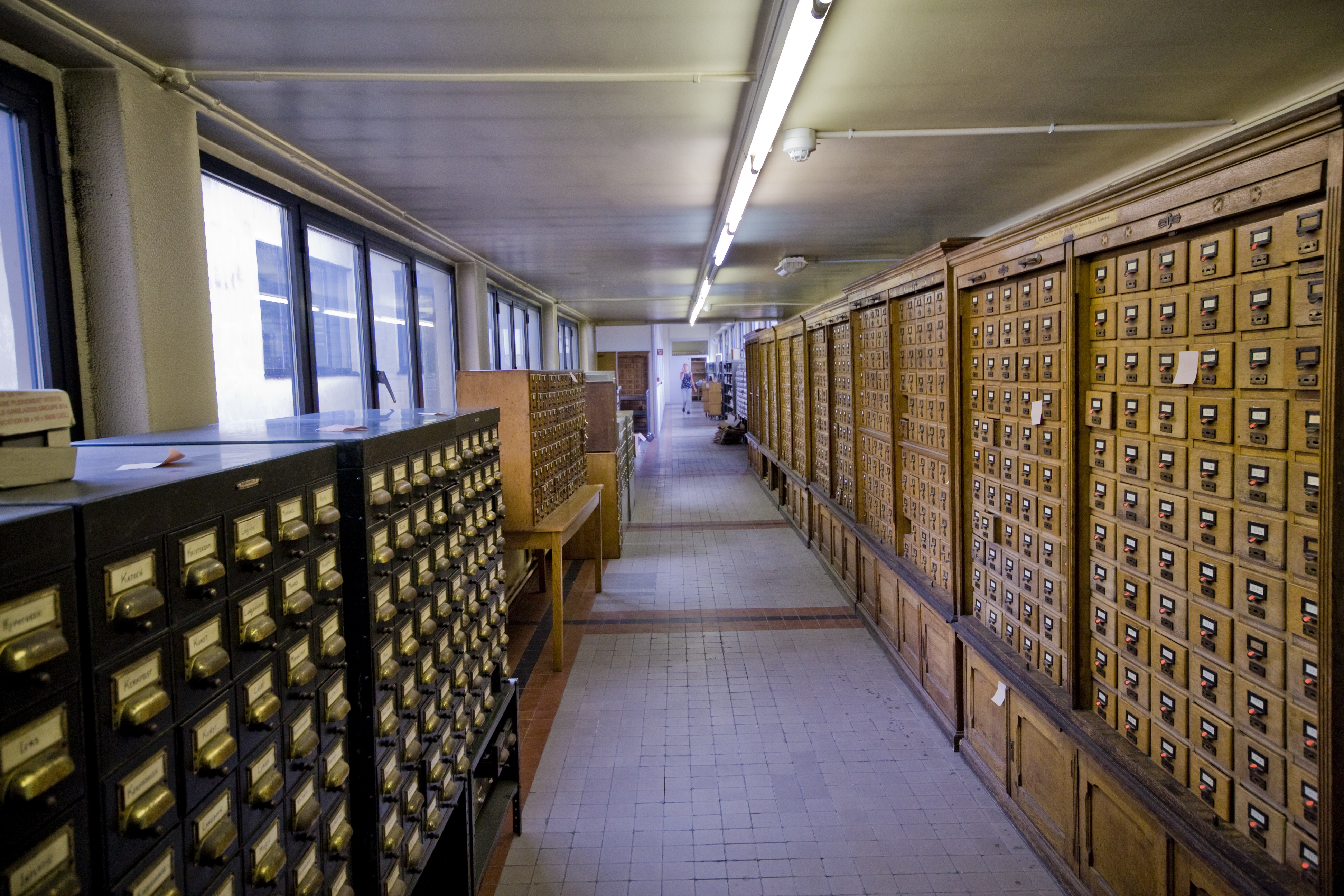
Katalogi kartkowe (2010)
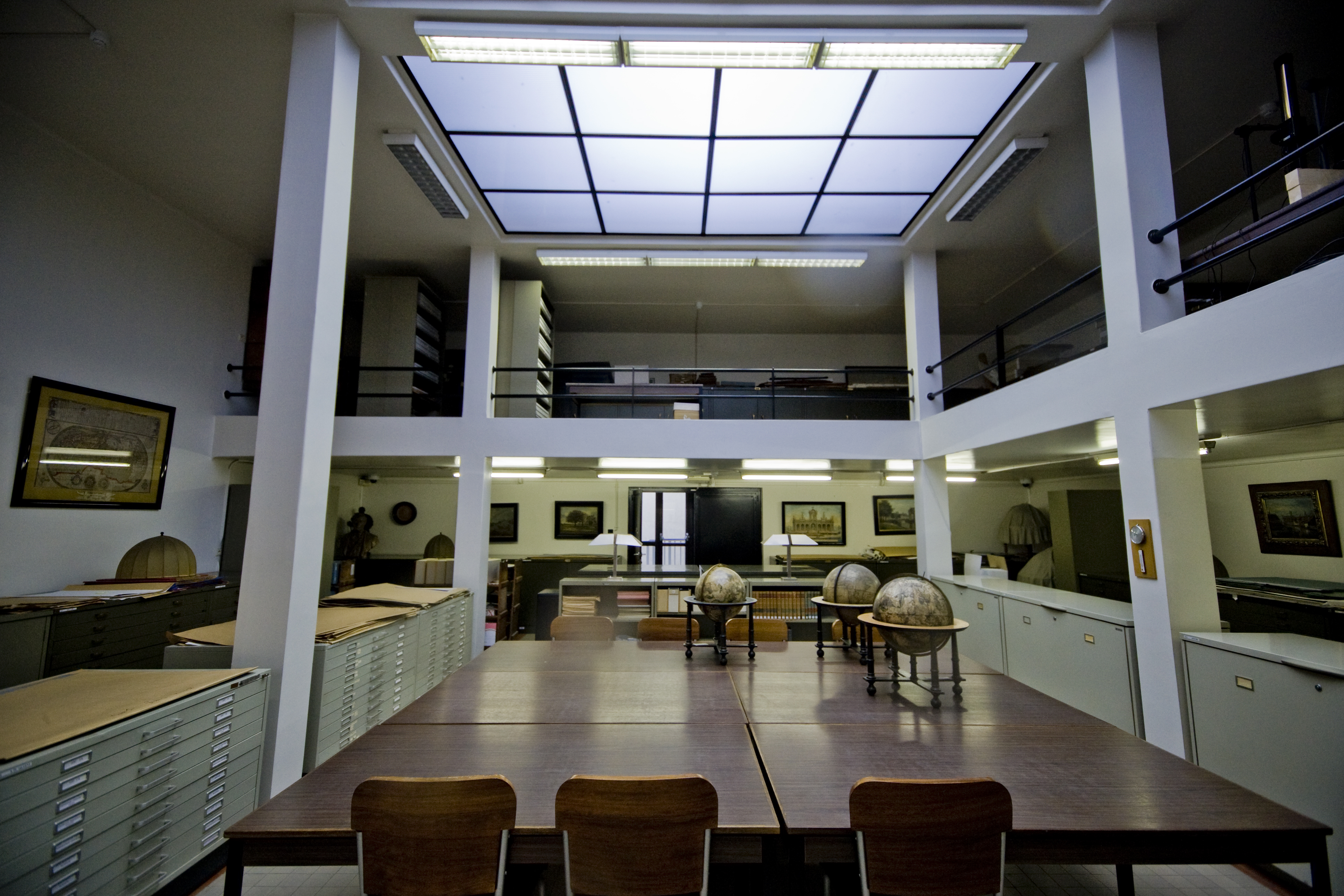
Zbiory specjalne (2010)
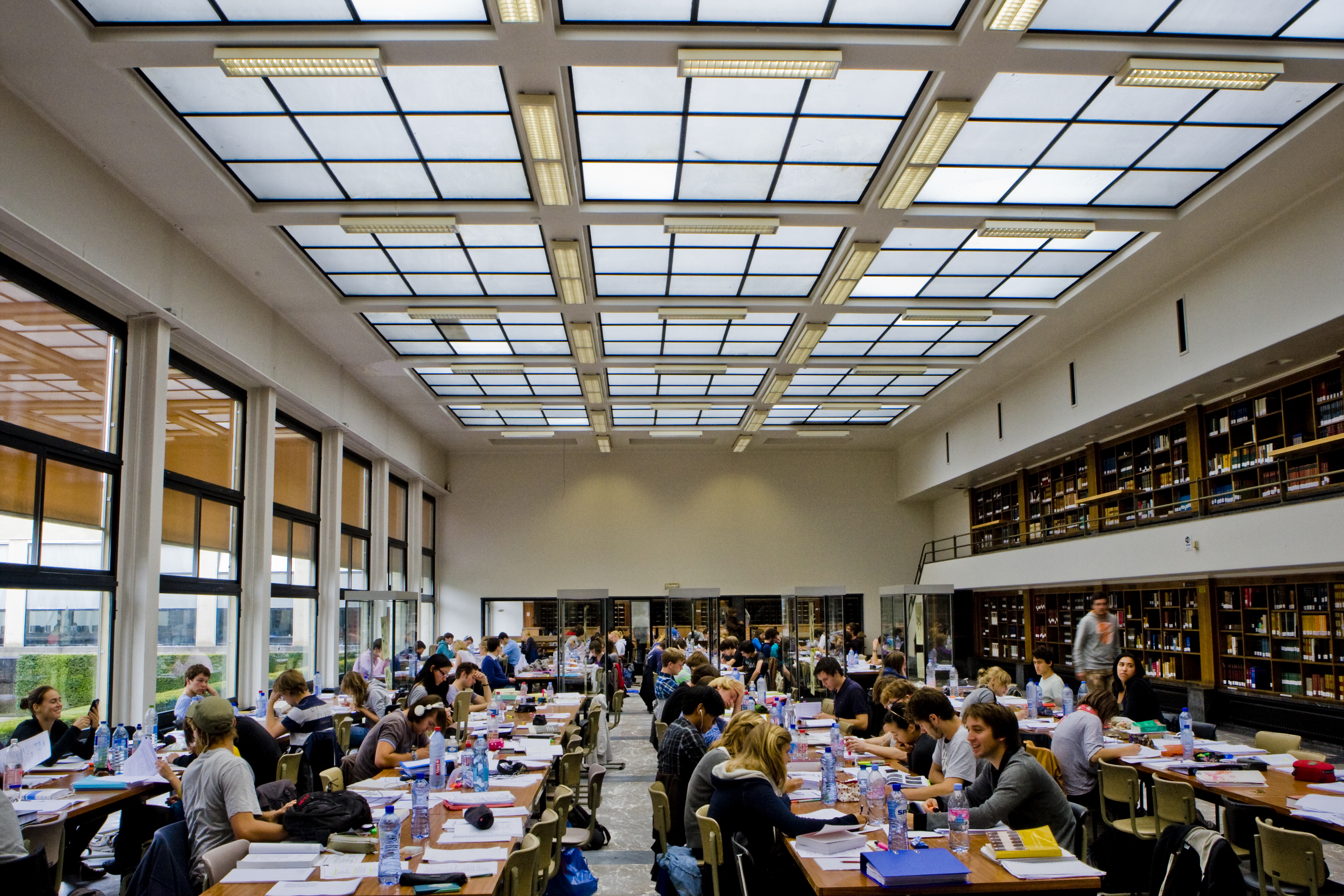
Czytelnia (2010)
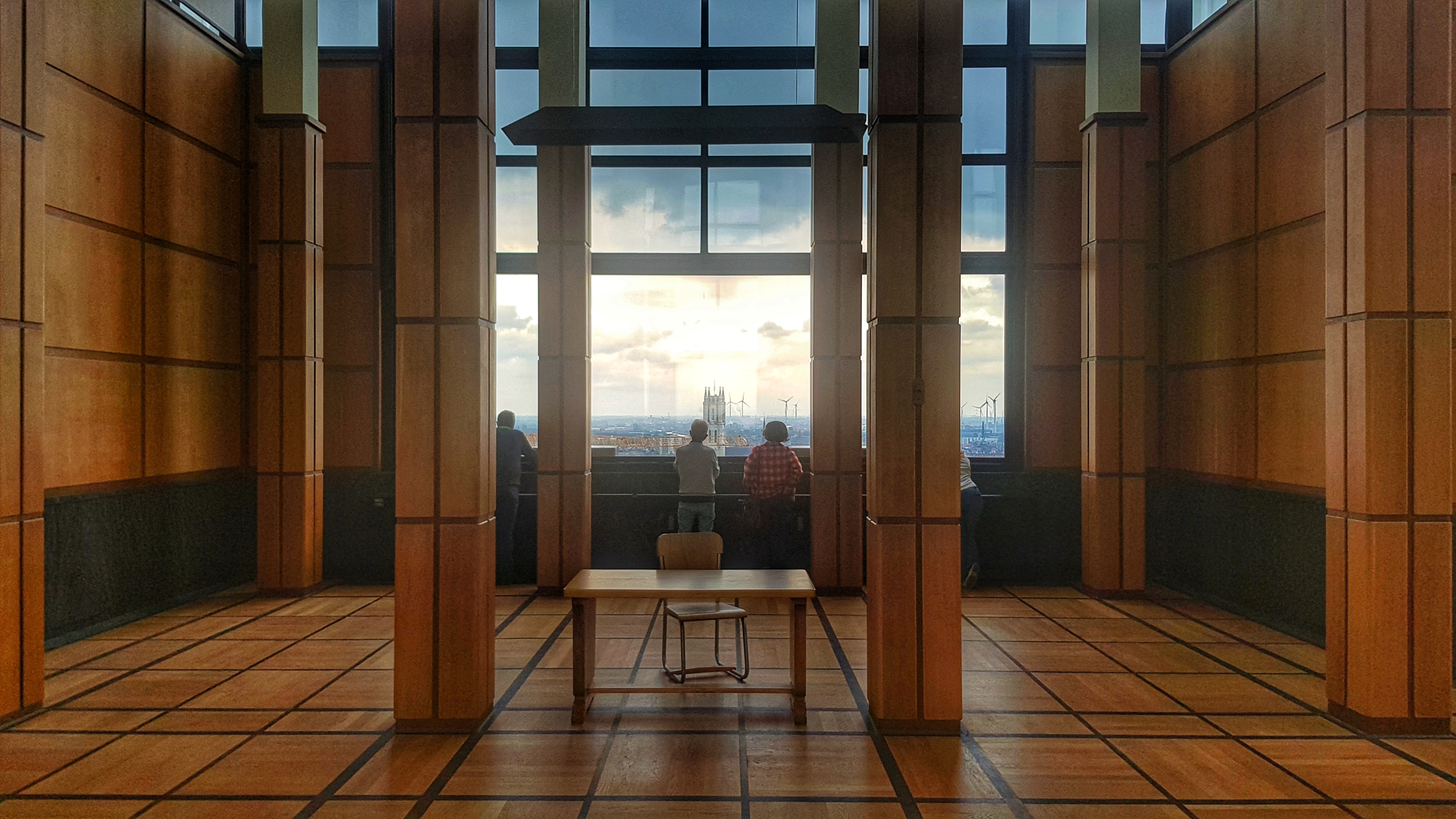
Wnętrze belwederu (2022)